# 2da. Sección de Cahoa
2da. Sección de Cahoa är en ort i Mexiko.   Den ligger i kommunen Tuxtla Chico och delstaten Chiapas, i den sydöstra delen av landet, 900 km sydost om huvudstaden Mexico City. 2da. Sección de Cahoa ligger 392 meter över havet och antalet invånare är 298.
Terrängen runt 2da. Sección de Cahoa är kuperad norrut, men söderut är den platt. Runt 2da. Sección de Cahoa är det tätbefolkat, med 397 invånare per kvadratkilometer. Närmaste större samhälle är Tapachula, 8,7 km sydväst om 2da. Sección de Cahoa. I omgivningarna runt 2da. Sección de Cahoa växer huvudsakligen savannskog.